# エクセリオン
『エクセリオン』（EXERION）は1983年10月にジャレコが発売した業務用ビデオゲーム。戦闘機を操作して集団で出現する敵を倒す、立体的な背景の描画が特徴のシューティングゲームである。

## 概要
慣性のついた独特の動きは、回避や攻撃に際してプレイヤーの先読みが要求される。アーケード版が縦画面だったのに対し、移植版のファミリーコンピュータ（FC）では横画面のため、敵との距離が近くなった。なお、ファミリーコンピュータ版はジャレコのファミコン参入第1弾ソフトである。
後にSG-1000シリーズやMSXにも移植された。携帯電話用としてiアプリ版が発売された他、プレイステーションで発売された『ジャレココレクションVol.1』（2003年）にFC版が収録され、さらにゲームボーイアドバンスで発売された『じゃじゃ丸Jr.伝承記〜ジャレコレもあり候〜』（2004年）にも収録された。 
続編として『エクセリオンII ゾルニ』（1985年）、『エクセライザー』（1987年）、『ファイナルエクセリオン』（2023年）がある。

## ゲーム内容
本作は固定画面式のシューティングゲームで、8方向ジョイスティックとボタン2個で操作する。擬似3Dスクロールする背景と、自機の動きに慣性がついていることが大きな特徴である。自機には、弾数制限がない代わりに画面内に1発しか発射できないデュアルショットと、ボタンを押すだけで連射可能だが弾数に制限があるシングルショットの2種類の武器が装備されている。プレイヤーは局面に応じてこの2種類の武器を使い分け、画面上方から飛来する敵を撃破する。

## ストーリー
宇宙世紀2991年、青銀河CP17ゼニスの第6惑星エクセリオンは、かつて友好関係にあった第7惑星ゾルニの奇襲攻撃を受けた。ゾルニ軍撃破のため、エクセリオン軍は最新鋭の迎撃機ファイターEXを投入することを決定した。そしてファイターEXは、次々と発進していった。

## 移植版
| No. | タイトル                                  | 発売日                                    | 対応機種                                | 開発元             | 発売元                        | メディア                                | 型式                             | 売上本数 | 備考                                             |
| --- | ----------------------------------------- | ----------------------------------------- | --------------------------------------- | ------------------ | ----------------------------- | --------------------------------------- | -------------------------------- | -------- | ------------------------------------------------ |
| 1   | エクセリオン                              | 1984年3月                                 | SG-1000                                 | 不明               | セガ                          | 16キロビットロムカセット                | G-1028                           | -        |                                                  |
| 2   | エクセリオン                              | 1984年4月                                 | MSX                                     | ジャレコ           | 電波新聞社                    | ロムカセット                            | DP-3912010                       | -        |                                                  |
| 3   | エクセリオン                              | 1985年2月11日                             | ファミリーコンピュータ                  | トーセ             | ジャレコ                      | 192キロビットロムカセット               | JF-01                            | -        |                                                  |
| 4   | エクセリオン                              | 2002年9月17日                             | iアプリ                                 | PCCW Japan         | PCCW Japan                    | ダウンロード                            | -                                | -        |                                                  |
| 5   | エクセリオンDX                            | 2002年12月31日                            | 504i専用 （iアプリ）                    | PCCW Japan         | PCCW Japan                    | ダウンロード                            | -                                | -        |                                                  |
| 6   | Ultra Series エクセリオン                 | 2003年7月25日                             | Windows                                 | ジャレコ           | メディアカイト                | CD-ROM                                  | -                                | -        |                                                  |
| 7   | ジャレココレクション vol.1                | 2003年10月23日                            | PlayStation                             | PCCW Japan         | PCCW Japan                    | CD-ROM                                  | SLPS-03562                       | -        | ファミリーコンピュータ版の移植 他6作品と同時収録 |
| 8   | 遊遊 エクセリオン                         | 2004年2月19日                             | Windows                                 | ジャレコ           | メディアカイト                | CD-ROM                                  | MKY-016                          | -        | アーケード版の移植                               |
| 9   | じゃじゃ丸Jr.伝承記〜ジャレコレもあり候〜 | 2004年5月26日                             | ゲームボーイアドバンス                  | PCCW Japan         | PCCW Japan                    | ロムカセット                            | AGB-BNJJ-JPN                     | -        | ファミリーコンピュータ版の移植 他4作品と同時収録 |
| 10  | エクセリオン                              | 2007年5月1日                              | Wii                                     | ジャレコ           | シティコネクション            | ダウンロード （バーチャルコンソール）   | FA2J                             | -        | ファミリーコンピュータ版の移植                   |
| 11  | エクセリオン                              | 2010年5月25日                             | Windows                                 | ジャレコ           | D4エンタープライズ            | ダウンロード （プロジェクトEGG）        | -                                | -        | ファミリーコンピュータ版の移植                   |
| 12  | エクセリオン                              | 2014年10月23日 2015年7月7日 2015年7月22日 | PlayStation 4 (PlayStation Network)     | ゴッチテクノロジー | ハムスター 日本一ソフトウェア | ダウンロード （アーケードアーカイブス） | CUSA-01255 CUSA-00986 CUSA-02659 | -        | アーケード版の移植                               |
| 13  | エクセリオン                              | 2015年9月16日                             | Wii U                                   | ジャレコ           | シティコネクション            | ダウンロード （バーチャルコンソール）   | FERJ                             | -        | ファミリーコンピュータ版の移植                   |
| 14  | 8ビットコレクション ジャレコ Vol.1        | 2017年9月30日                             | レトロデュオ （FC互換機）               |                    | JNNEX                         | ロムカセット                            | -                                | -        | ファミリーコンピュータ版の移植 他3作品と同時収録 |
| 15  | エクセリオン                              | 2020年1月9日                              | Nintendo Switch (ニンテンドーeショップ) | ゴッチテクノロジー | ハムスター                    | ダウンロード （アーケードアーカイブス） |                                  | -        | アーケード版の移植                               |

セガSG-1000版は絵・内容ともかなり簡略化されている。MSX版はSG版と全く同じ。グラフィックが多少アーケード版に近づき、ボーナスステージなどがある『エクセリオンII ゾルニ』というMSX独自の作品も存在する。

## 評価
ファミリーコンピュータ版
ゲーム誌『ファミリーコンピュータMagazine』の1991年5月10日号特別付録の「ファミコンロムカセット オールカタログ」では、「慣性が働く初のSTG」、「慣性があるため操作に慣れるまでが大変。また、2種類の弾があるが使いわけができなかった。ゲーム自体は単調である」と紹介されている。

## ファイナルエクセリオン
『ファイナルエクセリオン』(FINAL EXERION)は、シティコネクションより発売されたNintendo Switch及びPC(Steam)用シューティングゲーム。Nintendo Switch版は2023年9月21日に、Steam版は同年11月23日に発売。

### ゲーム内容
シティコネクションとハッピーミール共同によりジャレコ作品をリメイクする「ファイナルシリーズ」の第1弾と位置付けられており、『エクセリオン』を新解釈、オリジナルストーリーでリメイクしている。ゲーム中のストーリーを描く漫画は漫画家であるワタリユウが担当している。
自機「EX-ファイター」の武装は原作と同様に画面内に1発しか発射できない「デュアルショット」と、後述する「CELL」による攻撃を行う「CELLショット」の2つ。ゲーム中、画面右下に「CELLゲージ」があり、これが溜まるとアイテムキャリアーである「ウェルテクス」を呼ぶことができる。ウェルテクスは到着まである程度の時間が掛かるが、到着と同時に基地からの援護射撃が画面を覆いつくし、また自機が一定時間無敵になる(いわゆるボンバーに相当)。そしてウェルテクスは武器アイテムである「CELL」を運んでくる。EX-ファイターは原作と同様に慣性が働いているが、「ブースト」ボタンを押す事である程度自機の動きを補助する事ができるようになっている。また、ブースト使用時に現れるバックファイアで敵を破壊することもできる。
全12ステージの戻り復活制。ゲームオーバー時のコンティニューは無制限に可能。一度クリアしたステージはタイトル画面で開始ステージとして選択することもできる。難易度NORMAL、HARDではオンラインランキングが集計される。

#### CELL
武器アイテムである「CELL」は7種類存在し、ウェルテクスよりランダムで送られてくるほか、ステージ10までの各ステージ開始及び復活時にいずれかのCELLを装備した状態でスタートする。CELLは弾数制限があるが強力な攻撃を可能にし、また1回だけ敵の攻撃を無効化するアーマーの役割も果たす。ただしCELLショットは前作とは異なり残弾数が補充されることはない。CELLを使い切るか敵の攻撃を受けるかすると次のCELLをCELL要請ボタンを押す事で呼べるほか、CELL装備中にCELL要請ボタンを押すと自らCELLをパージし次のCELLを呼ぶ事も出来るようになっている。
なおCELLショットを0発まで使い切った際には5,000点、CELLをパージした際には3,000点のボーナス得点が入る。
使用中のCELLはそのステージのみ有効で残弾数が有った状態でステージクリアしても次のステージへ持ち越すことは出来ないが、CELLを装備した状態でステージクリアすると残弾数にかかわらず10,000点のボーナス得点が入る。
ENERGY(エナジー)
「E」の文字が書かれている。前方にゆっくりと進む球体を発射、球体には弾消し効果がある。また自機の両翼に攻撃判定のある光が付く。弾数は6発。ステージ7開始時の装備。
X-ING(クロッスィン)
「X」の文字が書かれている。敵を追尾するミサイルを発射する。弾数は50発。ステージ6、10開始時の装備。
EXQUISITE(エクスクイジット)
「EE」の文字が書かれている。自機が無敵になり、強力なショットを放てるようになる。これのみ弾数制ではなくCELL取得時は75カウントの制限時間制である。制限時間を過ぎた場合はCELLが強制パージされる。例外としてボーナスステージでもあるステージ4、8と最終ステージ後半のラスボス戦ではステージ終了まで常時この状態となり、パージもできなくなる。
RADIAL(ラジアル)
「R」の文字が書かれている。前方に扇状の6WAY弾を発射する。弾数は50発。ステージ9開始時の装備。
IMPACT(インパクト)
「I」の文字が書かれている。前方に連射弾を発射する。原作の「シングルショット」とほぼ同等の性能。弾数は99発。ステージ1、2開始時の装備。
OBJECT(オブジェクト)
「O」の文字が書かれている。オブジェクトを設置し、そのオブジェクトから連射弾が発射されるようになる。オブジェクトは破壊されるまで有効で、破壊されなければ次のCELLショットと併用することも可能。10個まで設置可能。ステージ5開始時の装備。
NAIL(ネイル)
「N」の文字が書かれている。前方に極太のレーザーを発射する。レーザーには弾消し効果がある。弾数は20発。ステージ3開始時の装備。